# Raymond Leo Burke
Raymond Leo Burke (Richland Center, 30 de junho de 1948) é um bispo, cardeal e patrono da Ordem Soberana e Militar de Malta estadunidense. Nasceu na cidade de Richland Center no estado norte-americano de Wisconsin. Estudou Filosofia no The Catholic University of America e Teologia na Pontifícia Universidade Gregoriana de Roma, onde também cursou seu doutoramento em Direito Canônico. Foi Prefeito do Supremo Tribunal da Assinatura Apostólica no Vaticano (2008-2014) e é atualmente patrono da Ordem Soberana e Militar de Malta.
Como Cardeal, sempre seguiu uma linha tradicionalista, propondo a Doutrina da Igreja Católica por meio da chamada "hermenêutica da continuidade", termo apresentado e proposto pelo Papa Bento XVI, que propõe que o Concílio Vaticano II deve ser interpretado em total coerência com a doutrina que sempre foi ensinada pelos papas predecessores a este Concílio e no quadro de todos os outros Concílios da Igreja. Esta conceção opõem à "hermenêutica da rutura" que veria no Concílio Vaticano II uma refundação da Igreja que permitiria uma alteração dos dogmas e da fé. 
Entrou em confronto público com o Papa Francisco, opondo-se às tentativas de outros bispos de relaxar as atitudes da Igreja em relação às pessoas com atração pelo mesmo sexo e aos católicos que se divorciaram e se casaram novamente fora da Igreja. Ele expressou ceticismo e crítica em relação às tentativas do Papa Francisco e de outros bispos de fazê-lo. Burke uma vez mencionou a possível necessidade de "corrigir formalmente" o Papa em relação a Amoris laetitia, embora ele também tenha expressado sua lealdade para com ele.

## Episcopado e Cardinalato
Em 1994, o Papa João Paulo II nomeou Raymond Leo Burke como Bispo da Diocese de La Crosse, sua diocese natal. A ordenação episcopal ocorreu em 6 de janeiro de 1995, na Festa da Epifania do Senhor, e a posse foi realizada em 22 de fevereiro do mesmo ano. Em 2003, Burke foi nomeado Arcebispo da Arquidiocese de Saint Louis, onde permaneceu até 2008, quando o Papa Bento XVI o convocou para a Cúria Romana.
Em 2008, Burke foi chamado a Roma para assumir o cargo de Prefeito da Suprema Assinatura Apostólica, o mais alto tribunal eclesiástico da Igreja, responsável por supervisionar processos de nulidade matrimonial, as relações entre tribunais eclesiásticos e a Rota Romana. Criado no século XV, este dicastério já foi liderado por 37 eclesiásticos, sendo o primeiro o Cardeal Mafeo Barberini, que posteriormente se tornou o Papa Urbano VIII.
Em 20 de novembro de 2010, no consistório público convocado por Bento XVI, Burke foi elevado a Cardeal-diácono, recebendo a diaconia de Santa Ágata dos Góticos. Durante o pontificado de Bento XVI, Burke demonstrou alinhamento com a chamada "hermenêutica da continuidade" ou "reforma da reforma" na liturgia, frequentemente celebrando missas pontificais segundo o Rito Romano Tradicional, conforme permitido pelo Motu Proprio Summorum Pontificum.
No consistório de 3 de maio de 2021, Burke optou pela ordem dos cardeais-presbíteros, mantendo sua diaconia pro hac vice.

## Conclave
- Conclave de 2013 – participou da eleição de Jorge Mario Bergoglio como Papa Francisco.
- Conclave de 2025 - participou da eleição de Robert Francis Prevost como Papa Leão XIV.